# Willem Nieuwenkamp
Willem Nieuwenkamp (Lunteren, 1 januari 1903 - Bilthoven, 12 november 1979) was een Nederlands geoloog. 
Nieuwenkamp, een zoon van Wijnand Otto Jan Nieuwenkamp en een broer van Fernanda Bramanti-Nieuwenkamp, begon in 1919 met de studie geologie aan de Rijksuniversiteit Utrecht, waar hij doctoraalexamen deed in 1926.
Onder leiding van de Amsterdamse lector in de kristallografie en mineralogie J.M. Bijvoet schreef hij het proefschrift De structuurtypen van loodbromide en loodfluobromide en het structuurschema der dihalogeniden, waarop hij in 1932 cum laude promoveerde in Utrecht. Promotor was Louis Rutten.
Na zijn promotie werd hij assistent van J.I.J.M. Schmutzer. In 1937 volgde een privaatdocentschap in de leer der kristalstructuur in Utrecht.
Hij werkte nauw samen met F.A. Vening Meinesz, die grote bekendheid genoot door zijn oceanische zwaartekracht-onderzoekingen in onderzeeboten. Nieuwenkamp assisteerde in 1939 Vening Meinesz op diens reis op de Atlantische Oceaan. In 1947 werd Nieuwenkamp benoemd tot gewoon hoogleraar in de mineralogie, petrografie en kristallografie aan de Rijksuniversiteit Utrecht. In 1963 gaf hij de aanzet tot de oprichting van het Vening Meinesz Laboratorium voor Geofysica en Geochemie.
Zijn wetenschappelijke verdiensten werden erkend door zijn benoeming, in 1965, tot gewoon lid van de Koninklijke Nederlandse Akademie van Wetenschappen, (KNAW).
- Biografisch Portaal: 24366704
- Gemeinsame Normdatei: 117018368
- International Standard Name Identifier: 0000 0000 1035 5543
- Library of Congress Control Number: n81045102
- Nationale Bibliotheek van Israël: 987007274930505171
- Système universitaire de documentation: 084650656
- Virtual International Authority File: 59850857
- WorldCat: E39PCjM7dxdxpT8mKcKk3V68BX